# Vita di un perdigiorno
Vita di un perdigiorno (Aus dem Leben eines Taugenichts) è un romanzo dello scrittore romantico tedesco Joseph Freiherr von Eichendorff.
Gli elementi principali di questo romanzo, scritto in parte in prosa e in parte in versi, sono la natura e la relazione che l'uomo ha con essa: per Eichendorff natura significa libertà.

## Trama
Il protagonista è un ragazzo la cui famiglia vive in un mulino; egli viene sempre chiamato Taugenichts ("Perdigiorno"), anche dai suoi genitori. Una mattina di primavera si sveglia e decide di partire all'avventura per il mondo accompagnato solo dal suo violino. Il ragazzo considera pigri tutti coloro che non hanno voglia di viaggiare alla scoperta del mondo e che quindi non sanno godersi l'alba e la natura.
Una volta partito, il ragazzo riesce a guadagnarsi un passaggio a Vienna in carrozza con due signore grazie alla sua musica. Lo portano nel loro castello, vicino a Vienna, dove inizia a fare il giardiniere. Ben presto egli s'innamora di una delle due donne, Aurelie. Lavora bene ed è dichiarato daziere, ma un giorno vede la sua donna con un ufficiale su un balcone, così prende le sue cose e lascia il castello.
Il vagabondo arriva in Italia e si ferma in un piccolo villaggio, dove incontra due individui che appaiono ladri, ma si rivelano essere due pittori, Leonardo e Guido, con i quali compie una parte del suo viaggio per l'Italia. Prosegue fino a raggiungere un castello, dove una vecchia donna e un uomo ricevono il giovane e gli offrono un pasto ricco, invitandolo a sostare lì per un po' di tempo. Un giorno riceve una lettera dalla sua amata, Aurelie, che gli chiede di tornare da lei. Il ragazzo allora scappa dal castello e finalmente raggiunge Roma, dove girando per le strade sente la voce della sua "bella donna", ma passa tutta la notte senza trovarla, e si addormenta per strada. La mattina seguente incontra un giovane che si presenta come pittore e invita il giovane a casa sua, dove gli mostra alcuni dipinti di Leonardo da Vinci e Guido Reni. Il giovane racconta dunque al pittore di aver viaggiato con loro, e scopre dal pittore che la donna amata era stata da lui dipinta e che era venuta a Roma per cercarlo.
Il pittore lo porta con sé ad una festa, ma le danze s'interrompono all'arrivo di una donna, la cameriera del castello in cui viveva, che gli porta un invito della contessa. L'incontro risulterà però essere un inganno, e il protagonista riprende il viaggio verso il castello, durante il quale incontra tre studenti polacchi che scopre conoscono Aurelie. Arrivato al castello viene a sapere che deve aver luogo il matrimonio tra Guido (in realtà la fidanzata di Leonardo) e Leonardo stesso. Alla fine ritrova la sua amata ed insieme decidono, dopo il matrimonio, di fare un viaggio in Italia.

## Il ruolo della Natura
La poesia che si trova all'apertura del libro parla proprio dell'importanza della natura e del rapporto che l'uomo deve avere con essa.
Die Trägen, die zu Hause liegen,
Erquicket nicht das Morgenrot,
Sie wissen nur vom Kinderwiegen,
Von Sorgen, Last und Not um Brot.
Die Bächlein von den Bergen springen,
Die Lerchen schwirren hoch vor Lust,
Was sollt' ich nicht mit ihnen singen
Aus voller Kehl' und frischer Brust?
Den lieben Gott lass ich nur walten;
Der Bächlein, Lerchen, Wald und Feld
Und Erd' und Himmel will erhalten,
Hat auch mein' Sach' aufs best' bestellt.»
I pigri, che rimangono sdraiati a casa,
Non sono ristorati dall'alba rossa,
Loro conoscono solo l'accudimento dei bambini,
Le pene la fatica e l'affanno per il pane.
I ruscelletti  scendono dalle montagne,
Le allodole frullano via in alto per divertimento
Quanto non vorrei con loro cantare
A squarcia gola e un cuore più puro?
Il caro Dio io lo lascio solo governare;
Il ruscelletto, le allodole, la foresta e i campi
E la terra e il cielo vuole conservare,
Ha anche predisposto le mie cose nel modo migliore.»
(Joseph von Eichendorff, Vita di un perdigiorno)